# Emil Söchting
Emil Söchting (geb. 22. Februar 1858 in Gröningen (Provinz Sachsen); gest. 20. Oktober 1937 in Stendal) war ein deutscher Komponist und Klavierpädagoge. Er wirkte in Magdeburg.
Emil Söchting studierte am Königlichen Institut für Kirchenmusik in Berlin bei Karl August Haupt und Albert Löschhorn, im Klavierspiel war er Schüler von Ludwig Deppe, nach dessen Methode er unterrichtete und die er auch in seiner Reform-Klavierschule festhielt. Er schrieb zahlreiche Klavier- und Kammermusikwerke, darunter viele Salonstücke, und veröffentlichte theoretische Werke unter den Titeln Der freie Fall; Reform-Klavierschule (System Deppe) und Schule der Gewichtstechnik, die eine größere didaktische Bedeutung erlangen sollten. Seine Reform-Klavierschule nach dem System Deppe erschien zuerst 1909 im Verlag Heinrichshofen und erlebte zahlreiche Auflagen.

## Kompositionen (Auswahl)
- Liste von Werken auf der Website des International Music Score Library Project
- Kindertrio C-Dur Op. 21
- Trio-Album für die Jugend Op. 36
- Suite für 4 Violinen Op. 58 (Klangbeispiel)
- Violin Concertino Op. 95 Nr. 1 für 2 Violinen und Klavier (Klangbeispiel)
- Concertino Op. 138 Nr. 1 für Violine und Klavier (Noten; Klangbeispiel)

## Musiktheoretische Werke
- Der freie Fall
- Reform-Klavierschule (Klavierschule. System Deppe: theoretisch praktischer Lehrgang für den Elementar-Unterricht nach pädagogischen Neuerungen hinsichtlich der Tonbildung sowie des Vortrags)
- Schule der Gewichtstechnik